# Liste von Malern/O
Die folgende Liste führt möglichst umfassend Maler aller Epochen auf.
Die Liste ist soweit vorhanden alphabetisch nach Nachnamen geordnet.

## O…
Ober, Hermann (1920–1997)
Oberhuber, Oswald (1931–2020), Österreich
Oberkofler, Johann Baptist (1895–1969)
Oberländer, Adolf (1845–1923)
Obermüllner, Adolf (1833–1898)
Obier, Oskar (1876–1952)
Obregón, Alejandro (1920–1992), Spanien/Kolumbien
Ockel, Eduard (1834–1910)
O’Conor, Roderic (1860–1940), Irland
Odano Naotake (1750–1780), Japan
Odazzi, Giovanni (1663–1731)
Odde, Knud (* 1954), Dänemark
Odevaere, Joseph-Denis (1775?–1830)
Oeder, Georg (1846–1931)
Oehlen, Albert (* 1954)
Oehlen, Markus (* 1956)
Oehler, Max (1881–1943) [dt. Kunstmaler/überschneidet sich mit dem Archivar Max Oehler]
Oehme, Ernst Erwin (1831–1907)
Oehme, Ernst Ferdinand (1797–1855)
Oehmichen, Hugo (1843–1932)
Oelenhainz, August Friedrich (1745–1804)
Oenicke, Clara Wilhelmine (1818–1899)
Oeser, Adam Friedrich (1717–1799)
Oesinghaus, Ewald (1890–1963)
Oesterley, Carl senior (1805–1891)
Oesterley, Karl junior (1839–1930)
Oesterreich, Franz (1621–1697)
Ofen, Michael van (* 1956)
Oggionno, Marco d’ (um 1470–1540)
Ohlwein Heinrich (1898–1969)
Ohm, Wilhelm (1905–1965)
Ohse, Christoph (* 1955), Deutschland
Okada, Kenzo (1902–1982)
O’Keeffe, Georgia (1887–1986)
Olde, Hans (1855–1917)
Oldenburg, Claes (1929–2022)
Oldenburg, Ernst (1914–1992)
Olderrock, Max (1895–1972)
Olitski, Jules (1922–2007)
Olivier, Ferdinand (1785–1841)
Olivier, Heinrich (1783–1848)
Olivier, Waldemar Friedrich (1791–1859)
Olrik, Balder (* 1966)
O’Neal, Dan (* 1956)
Onghers, Oswald (1628–1706)
Ooms, Karel (1845–1900)
Oost der Ältere, Jakob van (um 1600–um 1671), Spanische Niederlande
Oost der Jüngere, Jakob van (1637–1713), Spanische Niederlande
Oostsanen, Jacob Cornelisz. (um 1470–1533)
Opazo, Rodolfo (1935–2019), Chile
Ophey, Walter (1882–1930)
Opie, John (1761–1807), Großbritannien
Opie, Julian (* 1958)
Opitz, Franz K. (1916–1998)
Oppenberg, August (1896–1971)
Oppenheim, Meret (1913–1985)
Oppenheimer, Max (1885–1954)
Oppenheimer, Olga (1886–1941)
Orcagna (1320–1368)
Organ, Bryan (* 1935)
Orioli, Pietro di Francesco (1458–1496), Italien
Orley, Bernard van  (1491–1542)
Orlik, Emil (1870–1932)
Orlowski, Hans (1894–1967)
Ormandík, Marek (* 1968)
Orozco, Gabriel (* 1962)
Orozco, José Clemente (1883–1949)
Orpen, Sir William (1878–1931)
Orrente, Pedro de (1580–1645), Spanien
Orsi, Lelio (1508–1587)
Orth, Karl (1869–1942)
Ortvad, Erik (1917–2008)
Os, George Jacobus Johannes van (1782–1861)
Osgood, Charles (1809–1890)
Ossorio, Alfonso (1916–1990)
Ostade, Adriaen van (1610–1685)
Ostade, Isaac van (1621–1649)
Ostafi, George (1961–2019), Rumänien
Österlin, Anders (1926–2011)
Ostermeyer, Wilhelm (1918–1996)
Ostroumowa-Lebedewa, Anna Petrowna (1871–1955), Russisches Kaiserreich und Sowjetunion
Ostrower, Fayga (1920–2001)
Ösz, Dénes (1915–1980)
Ottersbach, Heribert C. (* 1960)
Ott, Johann Nepomuk (1804–1870)
Otto, Wilfried (1901–1983)
Oudry, Jean-Baptiste (1686–1755)
Ouwater, Aelbert van (um 1415–um 1476)
Ovens, Jürgen (1623–1678)
Overbeck, Cyrus (* 1970)
Overbeck, Fritz (1869–1909)
Overbeck, Johann Friedrich (1789–1869)
Overbeck-Schenk, Gerta (1898–1977)
Ozenfant, Amédée (1886–1966), Frankreich